# Mecranium plicatum
Mecranium plicatum är en tvåhjärtbladig växtart som beskrevs av Ignatz Urban. Mecranium plicatum ingår i släktet Mecranium och familjen Melastomataceae. Inga underarter finns listade i Catalogue of Life.